# 尤塞法巴德村 (阿姆拉什縣)
尤塞法巴德村（波斯語：يوسف آباد），是伊朗吉兰省阿姆拉什县中央區南阿姆拉什鄉的一个村。2006年人口普查顯示該村人口为99人，分佈在31个家庭中。